# Wojnówka (Mazovie)
Pour les articles homonymes, voir Wojnówka.
Wojnówka (prononciation : [vɔi̯ˈnufka]) est un village polonais de la gmina de Wieczfnia Kościelna dans le powiat de Mława de la voïvodie de Mazovie dans le centre-est de la Pologne.
Il se situe à environ 3 kilomètres au nord-ouest de Wiśniewo (siège de la gmina), 5 kilomètres au sud-ouest de Mława (siège du powiat) et à 107 kilomètres au nord-ouest de Varsovie (capitale de la Pologne).

## Histoire
De 1975 à 1998, le village appartenait administrativement à la voïvodie de Ciechanów.